# Magdalena Peñasco
Magdalena Peñasco è un comune del Messico, situato nello stato di Oaxaca.